# 보이즌베리
보이즌베리(boysenberry, /ˈbɔɪzənbɛri/)는 블랙베리, 라즈베리와 로건베리의 교배를 통해 탄생한 나무딸기 교배종이다.

## 역사
보이즌베리라는 이름은 1923년 이 종을 개발한 캘리포니아주의 농부 루돌프 보이즌(Rudolph Boysen)에서 유래하였다. 그러나 보이즌은 지속적으로 수확 가능한 작물로 개량하지는 못하였다. 보이즌베리는 1930년대 월터 노트(Walter Knott)가 운영하는 캘리포니아 부에노 파크의 노츠 베리 농장에서 처음으로 상업화되었다. 보이즌 베리는 오리건주와 미국의 다른 지역, 전 세계로 급속히 확산되었다.
2016년, 뉴질랜드는 전 세계에서 가장 규모가 큰 보이즌베리 생산, 수출 국가이다.

## 이용
보이즌베리는 독특한 레드와인색과 크기, 그리고 생과일과 가공식품 모두에서 느낄 수 있는 뛰어난 풍미로 인해 단기간에 많은 주목을 받았다. 독특한 맛과 색의 조합 – 신선하고 잘 익은 보이즌베리는 다른 산딸기과 열매보다 훨씬 뛰어난 맛을 자랑한다. 보이즌베리는 냉동시키거나 농축함으로써 뛰어난 맛을 유지할 수 있으며 요구르트나 아이스크림, 치즈 케이크 등 유제품을 사용한 음식이 이상적인 맛을 내게 해주는 과일이다. 보이즌베리의 풍미는 잼과 젤리, 주스뿐 아니라 맛있는 파이와 타르트, 비스킷과 베이커리 제품에도 이상적이다. 냉동건조된 보이즌베리는 뮈슬리 (곡물, 견과, 말린 과일을 우유에 타 먹는 것)와도 잘 어울리며 농축액을 아침식사용 시리얼에 넣으면 더욱 뛰어난 맛을 느낄 수 있다.

## 효능

### 몸에 좋은 성분
보이즌베리 열매에는 라즈베리와 블랙베리의 영양성분이 모두 들어 있다. 또한 보이즌베리는 음식섭취 시 필요한 섬유소와 항산화에 가장 중요한 안토시아닌, 엘리그산, 풀산 그리고 열매속 많은 페놀릭화합물에서 나온 항산화 성분이 함유되어 있다.

### 페놀릭
플라보노이드, 타닌, 페놀릭 산을 포함한 페노릭화합물 등 산딸기과 열매에 들어 있는 여러 가지 생물활성화 물질은 건강과 관련된 것이 알려지면서 많은 관심을 받았다. 산딸기과 열매를 먹음으로써 중요 식품섭취 요소인 플라보노이드와 보이즌베리와 같은 과일이 선명한 천연색을 띄게 하는 수용성 안토시아닌을 풍부하게 섭취할 수 있다.

### 안토시아닌
산딸기과 열매들은 건강한 식습관에 필요한 중요한 공급원이자 풍부한 폴리페놀릭 화합물을 함유하고 있는 것으로 유명하다. 안토시아닌은 산딸기과 열매들이 강력한 천연색을 띄게 하며 생물학적 항산화작용을 한다. 보이즌베리에는 시아니딘 글루코사이드와 시아니딘 소포로사이드가 가장 많은 안토시아닌이 약 200mg/ 100g (FW) 함유되어 있다.
산딸기과 열매 섭취 시, 안토시아닌은 혈액에 흡수되어 대사 작용을 하거나 오줌으로 배출된다. 안토시아닌은 체내에서 항산화제가 활성산소와 싸우도록 도와주며 산화 스트레스로부터 몸을 보호하는 역할을 한다. 핀란드는 산딸기과 열매들을 많이 소비하는 것으로 잘 알려져 있다. 최근 몇 년간 핀란드의 연간 산딸기과 열매 평균 소비량은 15kg이며 플라보노이드의 하루 평균 섭취량의 55%를 안토시아닌을 통해 섭취한다. 핀란드인들은 하루 총 플라보노이드 섭취 권장량인 150mg 중 약 82.5mg을 산딸기과 열매로 만든 주스와 잼, 퓨레로 섭취한다.